# Pearl Joan
Pearl Joan Jozefzoon (Utrecht, 21 september 1985) is een Nederlands zangeres, zangdocente en musicalactrice. Zij is het meest bekend van haar deelname aan The voice of Holland, waarin zij een van de vier finalisten was. Uiteindelijk heeft ze in dit tv-programma de tweede plaats bereikt achter winnaar Ben Saunders.

## Biografie
Pearl Jozefzoon groeide op in Culemborg. Ze begon met zingen in een band van haar kerk. Later trad ze op met een gospelkoor.
Na voltooiing van haar havo-opleiding in 2003 sloot Jozefzoon zich, passend bij haar geloofsovertuiging, voor een jaar aan bij de theatergroep Switch, onderdeel van Youth for Christ. Naar eigen zeggen had Jozefzoon wel de ambitie om het podium op te gaan, maar was ze wat verlegen, en leerde ze bij Switch te vertrouwen op eigen kwaliteiten. 
In 2004 begon ze aan haar opleiding Muziektheater op het Fontys Conservatorium in Tilburg. Tijdens haar opleiding volgde ze zanglessen bij Edward Hoepelman en workshops bij Maya Hakvoort, Pia Douwes, Maike Boerdam en Paul Eenens, en was ze lid van het Fontys Jazz Choir. Ze was te zien in schoolproducties als Een Midzomernachtsdroom, City of Angels en Merrily We Roll Along. In  de musicals De Vliegende Hollander (M-lab versie) en Rent trad ze in de M-Lab's theaterzaal in Amsterdam op.
Na haar afstuderen in 2008 startte ze haar professionele carrière bij de theatergroep Jeans, gevolgd door rollen in de  V&V-musicalproducties Hairspray en Legally Blonde.  
Vanwege de tweede plaats die ze begin 2011 bereikte bij The voice of Holland, verzorgde Jozefzoon, na afloop van een aantal voorstellingen van Legally Blonde, een miniconcert in de foyers van het Nieuwe Luxor Theater in Rotterdam en Carré in Amsterdam in de periode januari tot en met maart 2011.  
Op 17 september 2011 deed Jozefzoon mee aan het NCRV-programma Van popster tot operaster, waarbij ze won van vijf andere deelnemers: ze werd uitgeroepen tot Operaster van 2011. 
In oktober 2011 stond Pearl Jozefzoon vier avonden als gastartiest bij Symphonica in Rosso met Nick & Simon, in een uitverkocht Gelredome. Een registratie van dit concert is uitgezonden op 30 november 2011 en trok ruim een miljoen kijkers. 
In 2012 was ze een van de zes deelnemers van het Nationaal Songfestival 2012. Hoewel ze de favoriet was bij de internationale en nationale jury, werd ze tweede achter Joan Franka. Het nummer kwam in de week na het Nationaal Songfestival binnen in de iTunes chart op plaats 18, en stond een week genoteerd in de Single Top 100 op nummer 35. 
In februari 2013 verscheen haar album The Time Is Now. 
Van september 2014 tot februari 2015 speelde Pearl een hoofdrol in de musical Dreamgirls. 
In februari 2016 verscheen haar EP Forward, waarop ze voor het eerst eigen werk uitbracht, onder de artiestennaam Pearl Joan.

## Theater
- Switch (2003 - 2004) - Speler in theaterteam
- Jeans 18 (2008 - 2009) - soliste
- Hairspray (2009 - 2010) - ensemble en understudy Motormouth Maybelle
- Legally Blonde (2010 - 2011) - storemanager, judge
- Dreamgirls (2014 - 2015) - Deena Jones

## Televisie
- Jozefzoon werd in april 2010 geportretteerd in een aflevering van de documentaireserie Vals Plat van de NTR, waarin programmamakers uit diverse culturen een persoonlijk beeld van de veranderende samenleving schetsen. Deze uitzending is herhaald op 22 januari 2011, vanwege Jozefzoons succes in The voice of Holland.
- Op 21 januari 2011 haalde Jozefzoon, de finaliste van het team van Nick & Simon, de tweede plaats in de eerste editie van het populaire talentenjachtprogramma The voice of Holland van RTL 4.
- Op 12 februari 2011 verzorgde Jozefzoon een gastoptreden in het programma Op zoek naar Zorro. Samen met kandidaat Ruud van Overdijk zong zij Ergens in de Sterren uit de musical Aida.
- Op 4 juni 2011 kwam Jozefzoon naar de EO-Jongerendag, en zong ze onder andere het lied Firework van Katy Perry en Tijd dat door Henk Pool en Matthijn Buwalda was geschreven en gecomponeerd.
- Op 17 september 2011 won ze het NCRV-programma 'Van popster tot operaster' met de aria Mon coeur s'ouvre à ta voix uit de opera Samson et Dalila van Camille Saint-Saëns.
- Op 30 november 2011 zond de TROS een registratie uit van Symphonica in Rosso met Nick en Simon, waar Jozefzoon als gastartiest optrad. Ze zong samen met Simon het nummer The Climb, en samen met Nick Vivo per lei.
- In 2012 deed Jozefzoon mee aan het Nationaal Songfestival 2012. Ze behaalde de tweede plaats.
- In maart 2012 was ze te zien in het televisieprogramma De Mattheus masterclass waarin niet-klassiek geschoolde artiesten een deel van Bachs Matthäus Passion uitvoerden in de Sint-Vituskerk in Hilversum.
- In december 2012 zong Jozefzoon tijdens de openluchtconcerten 'Kerst met de Zandtovenaar' in Gouda (met o.a. Iris Kroes, Charly Luske, Tim Douwsma en Ralph Mackenbach) en 'Kerstfeest op de Dam' (met o.a. L.A. the Voices, Do en Bergit Lewis) in Amsterdam.
- Op 10 januari 2013 was Jozefzoon te zien in het televisieprogramma 'De tiende van Tijl' waarin ze  Mon coeur s'ouvre à ta voix zong.
- In februari 2013 bracht ze haar single Clocks ten gehore tijdens de uitzending van Tijd voor MAX. De single kwam in september 2013 op de eerste plaats in de hitlijst van Suriname.[1]
- In september 2017 was ze te zien in het programma The Big Music Quiz, ze zat in het verliezende team.
- In 2023 deed Jozefzoon mee aan het televisieprogramma Avastars waar ze als vijfde eindigde.
- In 2023 was Jozefzoon te zien in het programma Alles is Muziek.
- in oktober 2024 was Pearl Jozefzoon te zien in het programma DNA Singers op RTL4 met haar nichtje Chanel.

## Discografie

### Albums
| Album met eventuele hitnotering(en) in de Nederlandse Album Top 100 | Datum van verschijnen | Datum van binnenkomst | Hoogste positie | Aantal weken | Opmerkingen |
| ------------------------------------------------------------------- | --------------------- | --------------------- | --------------- | ------------ | ----------- |
| The Time Is Now                                                     | 2013                  | 16-02-2013            | 8               | 8            |             |
| Forward                                                             | 2016                  | 08-02-2016            | -               | -            |             |

### Singles
| Single met eventuele hitnotering(en) in de Nederlandse Top 40 | Datum van verschijnen | Datum van binnenkomst | Hoogste positie | Aantal weken | Opmerkingen                                                                 |
| ------------------------------------------------------------- | --------------------- | --------------------- | --------------- | ------------ | --------------------------------------------------------------------------- |
| Vision of love                                                | 10-12-2010            | -                     |                 |              | Nr. 32 in de Single Top 100                                                 |
| Mesmerized                                                    | 07-01-2011            | -                     |                 |              | Nr. 92 in de Single Top 100                                                 |
| You must really love me                                       | 14-01-2011            | 22-01-2011            | tip3            | -            | Nr. 5 in de Single Top 100                                                  |
| Breken van de lijn                                            | 2011                  | 17-09-2011            | tip14           | -            | met Wolter Kroes / Nr. 7 in de Single Top 100                               |
| We can overcome                                               | 26-02-2012            | -                     |                 |              | Nr. 35 in de Single Top 100                                                 |
| Vivo per lei                                                  | 2013                  | -                     |                 |              | met Nick Schilder / Nr. 94 in de Single Top 100                             |
| Koningslied                                                   | 19-04-2013            | 27-04-2013            | 2               | 4            | als onderdeel van Nationaal Comité Inhuldiging / Nr. 1 in de Single Top 100 |
| Gone in the morning                                           | 2015                  | -                     |                 |              |                                                                             |
| Who am I                                                      | 2016                  | -                     |                 |              |                                                                             |
| Follow Me                                                     | 2016                  | -                     |                 |              |                                                                             |

| Single met hitnotering(en) in de Vlaamse Ultratop 50 | Datum van verschijnen | Datum van binnenkomst | Hoogste positie | Aantal weken | Opmerkingen                                    |
| ---------------------------------------------------- | --------------------- | --------------------- | --------------- | ------------ | ---------------------------------------------- |
| Koningslied                                          | 2013                  | 11-05-2013            | 41              | 1*           | als onderdeel van Nationaal Comité Inhuldiging |

## Privé
Jozefzoon trouwde op 22 mei 2014 met haar vriend Renze Klamer, destijds presentator bij de Evangelische Omroep, met wie ze een dochter en een zoon heeft. Als gezin woonden ze in Houten en kerkten ze bij de Gereformeerde Kerken vrijgemaakt. Op 11 oktober 2019 maakte Klamer bekend dat het stel uit elkaar was gegaan.
Jozefzoon is de zus van Roscoe (Rev 'n Ros, bekend van X Factor 2) en een nicht van voetballer Florian Jozefzoon.

## Trivia
- In de zomer van 2024 was Jozefzoon te zien in de bioscoopfilm De Break-Up Club.
- Jozefzoon is ambassadeur van Tearfund.